# Жамбильський район (Жамбильська область)
Жамби́льський райо́н (каз. Жамбыл ауданы, рос. Жамбылский район) — адміністративна одиниця у складі Жамбильської області Казахстану. Адміністративний центр — село Асса.

## Населення
Населення — 86564 особи (2021; 73313 у 2009, 65441 у 1999, 61234 у 1989).
Національний склад (станом на 2010 рік):
- казахи — 55429 осіб (70,22%)
- дунгани — 7053 особи (8,94%)
- курди — 4054 особи (5,14%)
- росіяни — 3780 осіб (4,79%)
- турки — 3468 осіб (4,39%)
- татари — 1085 осіб (1,38%)
- узбеки — 974 особи
- киргизи — 849 осіб
- азербайджанці — 428 осіб
- українці — 394 особи
- німці — 374 особи
- корейці — 237 осіб
- уйгури — 114 осіб
- білоруси — 66 осіб
- греки — 66 осіб
- таджики — 34 особи
- чеченці — 86 осіб
- інші — 444 особи

## Історія
Утворений 1928 року як Ауліє-Атинський район, 1936 року перейменований в Мірзоянівський район, 1938 року — у Джамбульський район. В період з 1963 по 31 січня 1966 роки район був ліквідований. З 1993 року район перейменований на сучасну назву. 1997 року до складу сусіднього Байзацького району передано селище Талас та село Красна Звєзда. Пізніше селище Талас повернуто до складу Жамбильського району. 2011 року Кумшагальський сільський округ у складі сіл Казарма, Кизил-Абад, Кольтаган, Кумшагал, Чолдала, а також село Жиделі Караойського сільського округу були приєднані до міста Тараз. 2013 року до складу району передано Тогизтарауський сільський округ Жуалинського району. 2019 року до складу Байзацького району вдруге передано селище Талас. 2024 року до складу Таразької міської адміністрацію передано територію району площею 111,46 км²

## Склад
До складу району входять 17 сільських округів:
| Поселення                        | Площа, км² | Населення, осіб (1989) | Населення, осіб (1999) | Населення, осіб (2009) | Населення, осіб (2021) | Центр         | Населені пункти |
| -------------------------------- | ---------- | ---------------------- | ---------------------- | ---------------------- | ---------------------- | ------------- | --------------- |
| Айшабібінський сільський округ   | -          | 2556                   | 3482                   | 5423                   | 5844                   | Айшабібі      | 3               |
| Акбастауський сільський округ    | -          | 2105                   | 1910                   | 1864                   | 2052                   | Бірлесу-Єнбек | 2               |
| Акбулимський сільський округ     | -          | 2464                   | 3173                   | 3084                   | 3857                   | Акбулим       | 1               |
| Асинський сільський округ        | -          | 8589                   | 8216                   | 9048                   | 13496                  | Асса          | 2               |
| Бесагаський сільський округ      | -          | 5201                   | 5457                   | 6012                   | 6879                   | Бесагаш       | 2               |
| Гродековський сільський округ    | -          | 4522                   | 4877                   | 6167                   | 7227                   | Гродеково     | 2               |
| Єрназарський сільський округ     | -          | 1793                   | 1962                   | 1633                   | 1563                   | Єрназар       | 1               |
| Жамбильський сільський округ     | -          | 5340                   | 6387                   | 7239                   | 7874                   | Шайкорик      | 6               |
| Каракемерський сільський округ   | -          | 2822                   | 2369                   | 2404                   | 2584                   | Каракемер     | 3               |
| Караойський сільський округ      | -          | 3439                   | 3772                   | 4716                   | 6362                   | Сулутор       | 2               |
| Карасуський сільський округ      | -          | 2087                   | 1991                   | 1913                   | 1941                   | Ащибулак      | 2               |
| Каратобинський сільський округ   | -          | 2661                   | 3035                   | 4103                   | 5671                   | Бектобе       | 3               |
| Кизилкайнарський сільський округ | -          | 4098                   | 4257                   | 4934                   | 5008                   | Кизилкайнар   | 2               |
| Колькайнарський сільський округ  | -          | 2710                   | 2799                   | 2994                   | 3100                   | Тастобе       | 5               |
| Орнецький сільський округ        | -          | 3087                   | 3075                   | 2516                   | 2535                   | Орнек         | 2               |
| Полаткошинський сільський округ  | -          | 6903                   | 7653                   | 8394                   | 9833                   | Жалпак-Тобе   | 1               |
| Тогизтарауський сільський округ  | 75,84      | 857                    | 1026                   | 869                    | 738                    | Тогизтарау    | 3               |

## Найбільші населені пункти
Населені пункти з чисельністю населення понад 2000 осіб:
| №  | Населений пункт | Населення, осіб (1989) | Населення, осіб (1999) | Населення, осіб (2009) | Населення, осіб (2021) |
| -- | --------------- | ---------------------- | ---------------------- | ---------------------- | ---------------------- |
| 1  | Асса            | 8189                   | 7868                   | 8640                   | 12892                  |
| 2  | Жалпак-Тобе     | 6874                   | 7653                   | 8394                   | 9833                   |
| 3  | Гродеково       | 4048                   | 4356                   | 4085                   | 6461                   |
| 4  | Сулутор         | 2945                   | 3586                   | 4500                   | 6165                   |
| 5  | Айшабібі        | 2313                   | 2796                   | 4616                   | 4985                   |
| 6  | Шайкорик        | 2354                   | 3327                   | 4141                   | 4417                   |
| 7  | Бектобе         | 1194                   | 1482                   | 2507                   | 4046                   |
| 8  | Турксіб         | 2701                   | 2934                   | 3516                   | 3958                   |
| 9  | Акбулим         | 2464                   | 3173                   | 3084                   | 3857                   |
| 10 | Кизилкайнар     | 2556                   | 2915                   | 3732                   | 3243                   |
| 11 | Бесагаш         | 2500                   | 2523                   | 2496                   | 2921                   |
| 12 | Орнек           | 2847                   | 2792                   | 2232                   | 2268                   |